# Xã Pleasant, Quận Wapello, Iowa
Xã Pleasant (tiếng Anh: Pleasant Township) là một xã thuộc quận Wapello, tiểu bang Iowa, Hoa Kỳ. Năm 2010, dân số của xã này là 260 người.